# 4 latas (película)
4 latas es una película cómica española de 2019 dirigida por Gerardo Olivares y escrita por Olivares y María Jesus Petrement. Protagonizada por Jean Reno, Hovik Keuchkerian y Susana Abaitua, la película fue incluida en el catálogo de la plataforma Netflix en 2019. El título hace referencia al modelo de automóvil Renault 4, vehículo que es parte central de la trama.

## Sinopsis
Tocho (Hovik Keuchkerian), un alcohólico sin remedio, busca a su viejo amigo francés Jean Pierre (Jean Reno) y le pide que lo acompañe en una travesía desde España hasta Malí con el fin de encontrar a Joseba (Enrique San Francisco), un amigo en común que está enfermo de muerte. Ambos en la casa de su amigo se encuentran a una hermosa joven llamada Ely (Susana Abaitua), quien resulta ser la hija de su amigo enfermo. Los tres emprenden un viaje en un 4 latas a lo largo del desierto africano, enfrentando toda clase de contratiempos y peligros con tal de darle un último adiós a su amigo.

## Reparto
- Jean Reno es Jean Pierre.
- Hovik Keuchkerian es Tocho.
- Susana Abaitua es Ely.
- Juan Dos Santos es Mamadou.
- Arturo Valls es Soriano.
- Enrique San Francisco es Joseba.
- Francesc Garrido es Alain / Akly.
- Himar González es Supermoon.
- Boré Buika es el Sargento.
- Ileana Wilson es Maimona.
- Eric Nguyen es Takimoto.
- Antonio Engonga es Ekaley.
- Pablo Altadill es Álex.